# بلطة نافذة

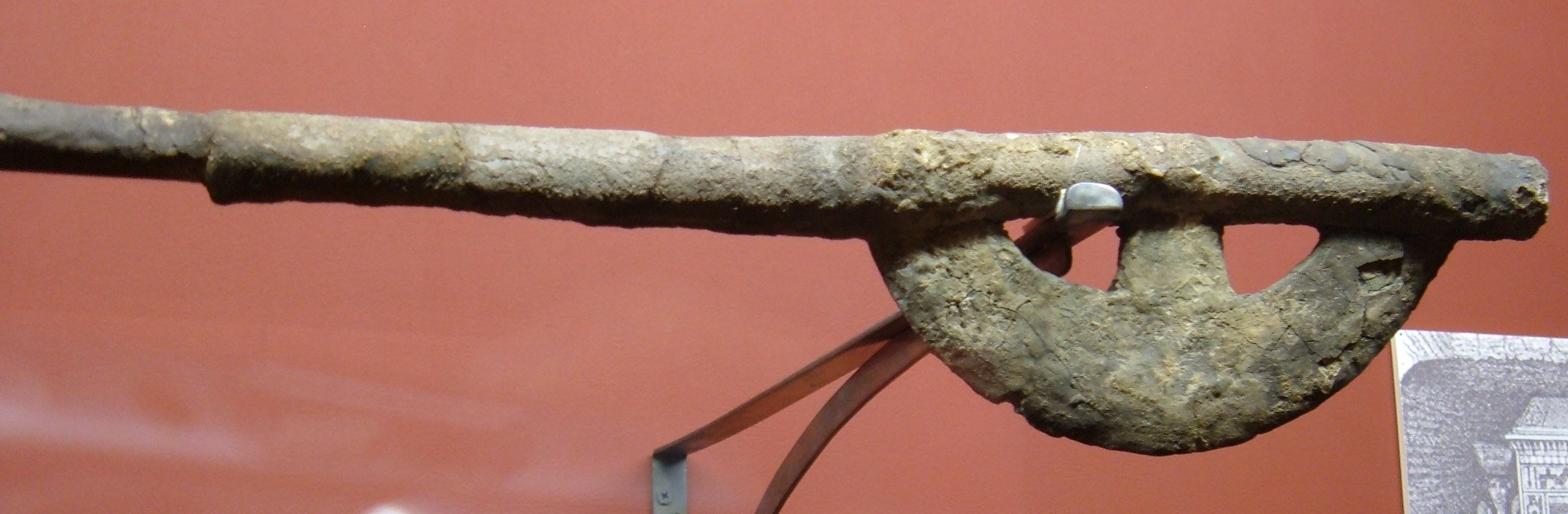
بلطة نافذة مصري مصنوع من النحاس

رسم ثلاثي الأبعاد لبلطة العين

رسم توضيحي لبلطة منقار البط

بلطة النافذة، أو فأس النافذة، وتسمى أيضًا البلطة السورية، هي سلاح جرى استخدامه في نهاية الألفية الثالثة ق.م (العصر البرونزي المبكر الرابع) في الشرق الأدنى واستمرت حتى منتصف الألفية الثانية ق.م (العصر البرونزي الأوسط الثاني). اكتشفت عينات منها في مصر وبلاد الشام والأناضول وبلاد ما بين النهرين وغرب إيران. تنتمي بلطة النافذة إلى جنس الفؤوس ذات المقبس وسُميت كذلك لفتحاتها المميزة أو "النوافذ" الموجودة في نصل البلطة.

## بلطة"منقار البط" و"العين"
يمكن التمييز بين نوعين من بلطات النوافذ، "بلطة العين" eye axe و"بلطة منقار البط" duck bill axe، والذين يمثلان مرحلتين مختلفتين في التطور. الفرق بين النوعين واضح بشكل رئيسي في نسبهما: نصل بلطة "منقار البطة"، الذي يشبه إلى حد كبير منقار البطة، أطول من نصل بلطة "العين". وتتداخل أوقات صناعتاهما واستخدامهما.
ترتبط بلطة النافذة ببلطة المرساة anchor axe، التي كانت قيد الاستخدام في النصف الثاني من الألفية الثالثة ق.م . وقد بلغ هذا الأمر ذروته (في الهلال الخصيب) في العصر الأكدي. أصل بلطة المرساة مثير للجدل: وفقًا لآراء مختلفة، فإن مناطق المنشأ المحتملة هي إما سوريا أو بلاد ما بين النهرين أو إيران.

## مواقع المُكتشَفات
تأتي العديد من بَلْطات النوافذ من ساحل بلاد الشام، من أوغاريت (11 قطعة) وجبيل (25 قطعة). ولكن اكتشفت أيضًا في أماكن أخرى، مثل حماة ويبرود وسن الفيل في بلاد الشام أو كولتبه وأشيم هويوك Açem Höyük في الأناضول. كذلك اكتشفت بلطة مميزة من نوع "منقار البط" في مقبرة الباغوز تعود إلى العصر البرونزي الأوسط، بالقرب من ماري في سوريا. وقد عُثر على إجمالي إحدى عشر بَلْطةً هناك كمرفقات جنائزية، وبعضها لا يزال يحمل مقابض خشبية طويلة.

## الجانب الوظيفي
غالبًا ما يجري جدل حول ما إذا كانت بلطة النافذة تستخدم للقتال أو لأغراض طقسية. إذ عُثر على بلطات منقار البط في مدافن المحاربين، إلى جانب أسلحة أخرى. وكانت بلطات "العين" خفيفة وصغيرة، لذا ربما لم تكن مناسبة حقًا للقتال.

## المرجع
1. ↑  بَلْطَة : جمع بَلَطات وبَلْطات وبُلَط: فأس عريضة الشّفرة على شكل المطرقة يُقطع بها الخشب ونحوه :-قطع الأشجارَ بالبَلْطَة. المعجم: اللغة العربية المعاصر
2. ↑  Tüllenbeil – Wikipedia
3. ↑  Eli Miron: Axes and Adzes from Canaan, Stuttgart: Franz Steiner Verlag, 1992.